# Lista monumentelor istorice din județul Sibiu - B

Simbol pentru monumentele istorice

Lista monumentelor istorice din județul Sibiu - B cuprinde monumentele istorice înscrise în Patrimoniul cultural național al României și aflate în localități ce încep cu litera B din județul Sibiu.
Lista completă este menținută și actualizată periodic de către Ministerul Culturii, Cultelor și Patrimoniului Național din România, prin intermediul Institutului Național al Patrimoniului, ultima versiune datând din 2015. Această listă cuprinde și actualizările ulterioare, realizate prin ordin al ministrului culturii.
| Cod LMI                                | Denumire                                                                                      | Localitate                        | Localizare                                                                                                | Datare, Creatori                                | Imagine               | Erori             |
| -------------------------------------- | --------------------------------------------------------------------------------------------- | --------------------------------- | --- | ----------------------------------------------- | --------------------- | ----------------- |
| SB-I-s-A-11940 (RAN: 144205.01)        | Situl arheologic de la Biertan                                                                | sat Biertan; comuna Biertan       | Intravilan                                                                                                | sec. II - III p. Chr.                           | Încarcă foto \| video | Raportează eroare |
| SB-I-m-A-11940.01 (RAN: 144205.01.02)  | Locuire                                                                                       | sat Biertan; comuna Biertan       | Intravilan                                                                                                | sec. IV p. Chr.                                 | Încarcă foto \| video | Raportează eroare |
| SB-I-m-A-11940.02 (RAN: 144205.01.01)  | Așezare rurală                                                                                | sat Biertan; comuna Biertan       | Intravilan                                                                                                | sec. II - III p. Chr.                           |                       | Raportează eroare |
| SB-I-s-A-11941 (RAN: 144205.02)        | Situl arheologic de la Biertan                                                                | sat Biertan; comuna Biertan       | La 400 m E de sat                                                                                         | sec. XIII                                       | Încarcă foto \| video | Raportează eroare |
| SB-I-s-A-11942 (RAN: 145685.01)        | Situl arheologic de la Boarta                                                                 | sat Boarta; comuna Șeica Mare     | Intravilan                                                                                                | sec. II - III p. Chr.                           | Încarcă foto \| video | Raportează eroare |
| SB-I-s-A-11943 (RAN: 145685.02)        | Situl arheologic de la Boarta, punct „Cetățuia”                                               | sat Boarta; comuna Șeica Mare     | „Cetățuia”                                                                                                |                                                 | Încarcă foto \| video | Raportează eroare |
| SB-I-m-A-11943.01 (RAN: 145685.02.02)  | Așezare                                                                                       | sat Boarta; comuna Șeica Mare     | „Cetățuia”                                                                                                | Hallstatt                                       | Încarcă foto \| video | Raportează eroare |
| SB-I-m-A-11943.02 (RAN: 145685.02.01)  | Așezare                                                                                       | sat Boarta; comuna Șeica Mare     | „Cetățuia”                                                                                                | Neolitic                                        | Încarcă foto \| video | Raportează eroare |
| SB-I-s-A-11944 (RAN: 145685.03)        | Situl arheologic de la Boarta, punct „Saivan”                                                 | sat Boarta; comuna Șeica Mare     | „Saivan”, terasa dealului Zapozii la cca. 100 m V de Pinul Zapozii și la cca. 50 m NV de DJ Boarta - Buia | sec. VI-VII                                     | Încarcă foto \| video | Raportează eroare |
| SB-I-s-A-11945 (RAN: 145248.01)        | Așezare                                                                                       | sat Bogatu Român; comuna Păuca    | La extremitatea sudică a intravilanului                                                                   | Latène, Cultura geto-dacică                     | Încarcă foto \| video | Raportează eroare |
| SB-I-s-A-11946 (RAN: 145845.01)        | Situl arheologic de la Boița                                                                  | sat Boița; comuna Boița           | „Rudele”                                                                                                  | sec. II - III p. Chr.                           | Încarcă foto \| video | Raportează eroare |
| SB-I-m-A-11946.01 (RAN: 145845.01.01)  | Castellum                                                                                     | sat Boița; comuna Boița           | „Rudele”, la 500 m E de sat, pe terasa Oltului                                                            | sec. II - III p. Chr.                           | Încarcă foto \| video | Raportează eroare |
| SB-I-m-A-11946.02 (RAN: 145845.01.02)  | Construcții civile                                                                            | sat Boița; comuna Boița           | „Rudele”, la 500 m E de sat, pe terasa Oltului                                                            | sec. II-III p. Chr.                             | Încarcă foto \| video | Raportează eroare |
| SB-I-s-A-11948 (RAN: 144072.01)        | Așezare                                                                                       | sat aparținător Bradu; oraș Avrig | „Poiana cu șopruri”, pe versantul Cașolțului                                                              | Neolitic                                        | Încarcă foto \| video | Raportează eroare |
| SB-I-s-B-11949 (RAN: 144072.02)        | Așezare                                                                                       | sat aparținător Bradu; oraș Avrig | Intravilan                                                                                                | Epoca bronzului târziu - înc. Hallstatt         | Încarcă foto \| video | Raportează eroare |
| SB-I-m-A-11950.04 (RAN: 144358.01.03)  | Așezare                                                                                       | sat Brateiu; comuna Brateiu       | La E de sat, pe terasa Târnavei spre Ațel, între km 2-3 de DC Bratei - Ațel                               | Epoca romană                                    | Încarcă foto \| video | Raportează eroare |
| SB-I-m-A-11950.05 (RAN: 144358.01.02)  | Așezare                                                                                       | sat Brateiu; comuna Brateiu       | La E de sat, pe terasa Târnavei spre Ațel, între km 2-3 de DC Bratei - Ațel                               | Latène, Cultura geto-dacică                     | Încarcă foto \| video | Raportează eroare |
| SB-I-s-B-11950                         | Situl arheologic de la Brateiu                                                                | sat Brateiu; comuna Brateiu       | La E de sat, pe terasa Târnavei spre Ațel, între km 2-3 de DC Bratei - Ațel                               |                                                 | Încarcă foto \| video | Raportează eroare |
| SB-I-m-A-11950.01 (RAN: 144358.01.06)  | Așezare                                                                                       | sat Brateiu; comuna Brateiu       | La E de sat, pe terasa Târnavei spre Ațel, între km 2-3 de DC Bratei - Ațel                               | sec. XII - XIII                                 | Încarcă foto \| video | Raportează eroare |
| SB-I-m-A-11950.02 (RAN: 144358.01.05)  | Așezare                                                                                       | sat Brateiu; comuna Brateiu       | La E de sat, pe terasa Târnavei spre Ațel, între km 2-3 de DC Bratei - Ațel                               | sec. VI - VIII                                  | Încarcă foto \| video | Raportează eroare |
| SB-I-m-A-11950.03 (RAN: 144358.01.04)  | Așezare                                                                                       | sat Brateiu; comuna Brateiu       | La E de sat, pe terasa Târnavei spre Ațel, între km 2-3 de DC Bratei - Ațel                               | sec. IV - V                                     | Încarcă foto \| video | Raportează eroare |
| SB-I-s-B-11951 (RAN: 144385.02)        | Necropolă tumulară de incinerație                                                             | sat Brădeni; comuna Brădeni       | „Dealul Bradului”, versantul de S al dealului                                                             | sec. II - III p. Chr.                           | Încarcă foto \| video | Raportează eroare |
| SB-I-s-B-11952 (RAN: 145694.01)        | Așezare                                                                                       | sat Buia; comuna Șeica Mare       | La NE de marginea intravilanului                                                                          | Latène, Cultura geto-dacică                     | Încarcă foto \| video | Raportează eroare |
| SB-II-a-B-12338                        | Ansamblul bisericii evanghelice                                                               | sat aparținător Bradu; oraș Avrig | 5 45.71972°N 24.32805°E                                                                                   | sec. XVII-XIX                                   | Alte imagini          | Raportează eroare |
| SB-II-m-B-12338.01                     | Biserica evanghelică                                                                          | sat aparținător Bradu; oraș Avrig | 5 | 1633,1803                                       | Încarcă foto \| video | Raportează eroare |
| SB-II-m-B-12338.02                     | Zid-incintă                                                                                   | sat aparținător Bradu; oraș Avrig | 5 | sec. XVIII                                      |                       | Raportează eroare |
| SB-II-m-B-12338.03                     | Casa parohială evanghelică                                                                    | sat aparținător Bradu; oraș Avrig | 5 | sec. XVII                                       |                       | Raportează eroare |
| SB-II-a-A-12323                        | Ansamblul rural „Centrul localității”                                                         | sat Bazna; comuna Bazna           | Delimitat cf. Aviz 2182/27.06.08                                                                          | sf. sec. XVII - înc. sec. XIX                   |                       | Raportează eroare |
| SB-II-a-A-12324 (RAN: 144161.02)       | Ansamblul bisericii evanghelice fortificate                                                   | sat Bazna; comuna Bazna           | Str. Vlaicu Aurel 2 46.20055°N 24.28333°E                                                                 | sec. XIV - XVI                                  | Alte imagini          | Raportează eroare |
| SB-II-m-A-12324.01 (RAN: 144161.02.02) | Biserica evanghelică fortificată                                                              | sat Bazna; comuna Bazna           | Str. Vlaicu Aurel 2                                                                                       | sf. sec. XIV-sec. XVI (ante 1504)               |                       | Raportează eroare |
| SB-II-m-A-12324.02 (RAN: 144161.02.01) | Incintă fortificată, cu turn, bastion, turn de poartă (fragmente)                             | sat Bazna; comuna Bazna           | Str. Vlaicu Aurel 2                                                                                       | sec. XV - înc. sec. XVI, ref.1911               |                       | Raportează eroare |
| SB-II-m-B-20923.11                     | Linie ferată îngustă                                                                          | sat Bârghiș; comuna Bârghiș       | Între km 53+157-54+056                                                                                    | 1898-1910                                       | Încarcă foto \| video | Raportează eroare |
| SB-II-m-B-20923.12                     | Podeț metalic 8,5 m                                                                           | sat Bârghiș; comuna Bârghiș       | La km 53+200                                                                                              | 1898-1910                                       | Încarcă foto \| video | Raportează eroare |
| SB-II-m-B-20923.13                     | Podeț de beton cu parapet de protecție 1 m                                                    | sat Bârghiș; comuna Bârghiș       | La km 53+862                                                                                              | 1898-1910                                       | Încarcă foto \| video | Raportează eroare |
| SB-II-m-B-20923.18                     | Linie ferată îngustă                                                                          | sat Benești; comuna Alțâna        | Între km 57+991-62+438                                                                                    | 1898-1910                                       | Încarcă foto \| video | Raportează eroare |
| SB-II-m-B-20923.19                     | Stația Benești                                                                                | sat Benești; comuna Alțâna        | La km 60+761                                                                                              | 1898 - 1910                                     | Încarcă foto \| video | Raportează eroare |
| SB-II-m-B-20923.20                     | Podeț cu pachete de șine 3,4 m                                                                | sat Benești; comuna Alțâna        | La km 61+108                                                                                              | 1898 - 1910                                     | Încarcă foto \| video | Raportează eroare |
| SB-II-m-B-20923.21                     | Podeț cu pachete de șine 1,5 m                                                                | sat Benești; comuna Alțâna        | La km 61+851                                                                                              | 1898 - 1910                                     | Încarcă foto \| video | Raportează eroare |
| SB-II-m-B-12325                        | Biserica ortodoxă                                                                             | sat Benești; comuna Alțâna        | Str. Bisericii                                                                                            | 1810, transf. 1907                              |                       | Raportează eroare |
| SB-II-s-A-12327                        | Situl rural Biertan                                                                           | sat Biertan; comuna Biertan       | Sit delimitat cf. aviz nr. 811/E/1998 al Ministerului Culturii                                            | sec. XVI - XIX                                  | Alte imagini          | Raportează eroare |
| SB-II-a-A-12328 (RAN: 144205.03)       | Ansamblul bisericii evanghelice fortificate                                                   | sat Biertan; comuna Biertan       | Piața 1 Decembrie 1918 2 46.13559°N 24.52165°E                                                            | sec. XV - XVII                                  | Alte imagini          | Raportează eroare |
| SB-II-m-A-12328.01 (RAN: 144205.03.02) | Biserica evanghelică                                                                          | sat Biertan; comuna Biertan       | Piața 1 Decembrie 1918 2                                                                                  | 1490 - 1516                                     |                       | Raportează eroare |
| SB-II-m-A-12328.02 (RAN: 144205.03.03) | Incintă fortificată interioară, cu trei turnuri, bastion, turn de poartă                      | sat Biertan; comuna Biertan       | Piața 1 Decembrie 1918 2 46.13543°N 24.52169°E                                                            | sec. XV                                         |                       | Raportează eroare |
| SB-II-m-A-12328.03 (RAN: 144205.03.01) | Incintă fortificată mediană, cu bastion (azicasa paznicului) și scară de lemn acoperită, turn | sat Biertan; comuna Biertan       | Piața 1 Decembrie 1918 2                                                                                  | sec. XVI                                        |                       | Raportează eroare |
| SB-II-m-A-12328.04                     | Incintă fortificată exterioară, cu turn, turn de poartă, zwinger                              | sat Biertan; comuna Biertan       | Piața 1 Decembrie 1918 2                                                                                  | sec. XVI - XVII                                 |                       | Raportează eroare |
| SB-II-a-A-12329                        | Casa parohială evanghelică                                                                    | sat Biertan; comuna Biertan       | Piața 1 Decembrie 1918 3                                                                                  | sec. XV - XVII, transf. 1820                    | Încarcă foto \| video | Raportează eroare |
| SB-II-m-B-12330                        | Casă                                                                                          | sat Biertan; comuna Biertan       | Str. Bălcescu Nicolae 25                                                                                  | 1876                                            | Încarcă foto \| video | Raportează eroare |
| SB-II-m-B-12331                        | Fostă farmacie, azi locuință                                                                  | sat Biertan; comuna Biertan       | Str. Vlaicu Aurel 1                                                                                       | sec. XV - XVIII                                 | Încarcă foto \| video | Raportează eroare |
| SB-II-m-B-12332 (RAN: 145685.04)       | Fostul castel Tobias                                                                          | sat Boarta; comuna Șeica Mare     | 158 46.00697°N 24.19718°E                                                                                 | 1770                                            | Alte imagini          | Raportează eroare |
| SB-II-a-A-12333 (RAN: 144170.01)       | Ansamblul bisericii evanghelice fortificate                                                   | sat Boian; comuna Bazna           | 69 46.20138°N 24.22861°E                                                                                  | înc. sec. XV - înc. sec. XIX                    | Alte imagini          | Raportează eroare |
| SB-II-m-A-12333.01 (RAN: 144170.01.01) | Biserica evanghelică fortificată                                                              | sat Boian; comuna Bazna           | 69 46.20138°N 24.22861°E                                                                                  | înc. sec. XV, 1506, cca. 1518, 1766, 1825       |                       | Raportează eroare |
| SB-II-m-A-12333.02 (RAN: 144170.01.02) | Incintă fortificată, cu turn de poartă                                                        | sat Boian; comuna Bazna           | 69 | sf. sec. XV                                     |                       | Raportează eroare |
| SB-II-m-A-12334                        | Turnul Spart (fragmente)                                                                      | sat Boița; comuna Boița           | DN7 - E81, pe malul drept al Oltului, la S de Boița 45.58878°N 24.25955°E                                 | sec. XIV                                        | Alte imagini          | Raportează eroare |
| SB-II-a-B-12335                        | Ansamblul rural „Centrul localității”                                                         | sat Boița; comuna Boița           | Delimitat cf. aviz 210/Z/22.06.2009                                                                       | sec. XVIII - XIX                                | Încarcă foto \| video | Raportează eroare |
| SB-II-a-B-12336                        | Ansamblul bisericii „Adormirea Maicii Domnului”                                               | sat Boița; comuna Boița           | Str. Bisericii 243                                                                                        | sec. XIX                                        |                       | Raportează eroare |
| SB-II-m-B-12336.01                     | Biserica „Adormirea Maicii Domnului”                                                          | sat Boița; comuna Boița           | Str. Bisericii 243 45.63305°N 24.25805°E                                                                  | 1812 - 1822                                     |                       | Raportează eroare |
| SB-II-m-B-12336.02                     | Zid de incintă și poartă                                                                      | sat Boița; comuna Boița           | Str. Bisericii 243                                                                                        | sec. XIX                                        |                       | Raportează eroare |
| SB-II-m-A-12337 (RAN: 145845.04)       | Castelul Turnu Roșu, azi Centrul de plasament nr. 18                                          | sat Boița; comuna Boița           | Str. Traian 342 45.62764°N 24.26068°E                                                                     | 1533 - 1930                                     | Alte imagini          | Raportează eroare |
| SB-II-a-A-12339 (RAN: 144358.02)       | Ansamblul bisericii evanghelice fortificate                                                   | sat Bratei; comuna Brateiu        | 33 46.17416°N 24.42222°E                                                                                  | sec. XIV - XIX                                  | Alte imagini          | Raportează eroare |
| SB-II-m-A-12339.01 (RAN: 144358.02.02) | Biserica evanghelică fortificată                                                              | sat Brateiu; comuna Brateiu       | 33 | sec. XIV - XVI, transf. sec. XVIII, 1845 - 1846 |                       | Raportează eroare |
| SB-II-m-A-12339.02 (RAN: 144358.02.01) | Incintă fortificată, cu turn de poartă și bastion                                             | sat Brateiu; comuna Brateiu       | 33 46.17416°N 24.42222°E                                                                                  | cca. 1500                                       |                       | Raportează eroare |
| SB-II-m-B-20923.01                     | Halta Hendorf, (veche denumire a satului Brădeni)                                             | sat Brădeni; comuna Brădeni       | La km 27+100                                                                                              | 1898 - 1910                                     |                       | Raportează eroare |
| SB-II-m-B-20923.02                     | Canton 1 Brădeni                                                                              | sat Brădeni; comuna Brădeni       | La km 27+791                                                                                              | 1898 - 1910                                     | Încarcă foto \| video | Raportează eroare |
| SB-II-m-B-20923.03                     | Canton 2 Brădeni                                                                              | sat Brădeni; comuna Brădeni       | La km 27+806                                                                                              | 1898 - 1910                                     | Încarcă foto \| video | Raportează eroare |
| SB-II-a-A-12340 (RAN: 144385.01)       | Ansamblul bisericii evanghelice fortificate                                                   | sat Brădeni; comuna Brădeni       | 117 46.07666°N 24.82777°E                                                                                 | sec. XIV - XVIII                                | Alte imagini          | Raportează eroare |
| SB-II-m-A-12340.01 (RAN: 144385.01.02) | Biserica evanghelică fortificată                                                              | sat Brădeni; comuna Brădeni       | 117 | 1476 - 1507,1769                                |                       | Raportează eroare |
| SB-II-m-A-12340.02 (RAN: 144385.01.01) | Incintă fortificată, cu turnuri (inclusiv cel transformat în casa paznicului cetății)         | sat Brădeni; comuna Brădeni       | 117 | cca. 1520                                       |                       | Raportează eroare |
| SB-II-a-A-12341 (RAN: 144429.01)       | Ansamblul bisericii evanghelice fortificate                                                   | sat Bruiu; comuna Bruiu           | 241 45.87637°N 24.69961°E                                                                                 | sf. sec. XIII - sec. XIX                        | Alte imagini          | Raportează eroare |
| SB-II-m-A-12341.01 (RAN: 144429.01.01) | Biserica evanghelică                                                                          | sat Bruiu; comuna Bruiu           | 241 | sf. sec. XIII, ext. sec. XIX                    | Încarcă foto \| video | Raportează eroare |
| SB-II-m-A-12341.02 (RAN: 144429.01.02) | Incintă fortificată, cu patru bastioane și turn                                               | sat Bruiu; comuna Bruiu           | 241 | sf. sec. XV-XVI                                 |                       | Raportează eroare |
| SB-II-m-A-12342 (RAN: 145694.03)       | Castelul familiei Bolyai                                                                      | sat Buia; comuna Șeica Mare       | La ieșirea din sat, spre NV, pe un drumsecundar 45.97826°N 24.27952°E                                     | sec. XV - XVII                                  | Alte imagini          | Raportează eroare |
| SB-II-m-B-12343 (RAN: 145694.02)       | Biserica evanghelică                                                                          | sat Buia; comuna Șeica Mare       | 112 | sec. XV,1786 (turn)                             |                       | Raportează eroare |
| SB-II-m-B-20923.57                     | Linie ferată îngustă                                                                          | sat Bungard; comuna Șelimbăr      | Între km 95+584-98+519                                                                                    | 1898 - 1910                                     | Încarcă foto \| video | Raportează eroare |
| SB-II-m-B-20923.58                     | Podeț metalic - 3 m                                                                           | sat Bungard; comuna Șelimbăr      | La km 97+185                                                                                              | 1898 - 1910                                     | Încarcă foto \| video | Raportează eroare |
| SB-II-m-B-20923.59                     | Halta Bolovani                                                                                | sat Bungard; comuna Șelimbăr      | | 1898 - 1910                                     | Încarcă foto \| video | Raportează eroare |
| SB-II-a-B-12344                        | Ansamblul bisericii „Sf. Maria”                                                               | sat Bungard; comuna Șelimbăr      | Str. Bisericii 50 45.77715°N 24.22227°E                                                                   | sec. XVII-XIX                                   |                       | Raportează eroare |
| SB-II-m-B-12344.01                     | Biserica „Sf. Maria”, cu turnul-clopotniță                                                    | sat Bungard; comuna Șelimbăr      | Str. Bisericii 50 45.77715°N 24.22227°E                                                                   | 1690 (turnul), 1824 (biserica)                  | Alte imagini          | Raportează eroare |
| SB-II-m-B-12344.02                     | Zid-incintă                                                                                   | sat Bungard; comuna Șelimbăr      | Str. Bisericii 50                                                                                         | 1690                                            | Încarcă foto \| video | Raportează eroare |
| SB-II-a-A-12345 (RAN: 144367.01)       | Ansamblul bisericii evanghelice fortificate                                                   | sat Buzd; comuna Brateiu          | 2 46.13694°N 24.41138°E                                                                                   | sec. XIV - XIX                                  | Alte imagini          | Raportează eroare |
| SB-II-m-A-12345.01 (RAN: 144367.01.02) | Biserica evanghelică fortificată                                                              | sat Buzd; comuna Brateiu          | 2 | sec. XIV, cca. 1500, 1846                       |                       | Raportează eroare |
| SB-II-m-A-12345.02 (RAN: 144367.01.01) | Incintă fortificată (fragmente)                                                               | sat Buzd; comuna Brateiu          | 2 | sf. sec. XVI                                    |                       | Raportează eroare |